# Paraxymyiidae
Paraxymyiidae (лат.) — вымершее семейство двукрылых, включающее двух представителей.

## География
Окаменелость была найдена в Центральной Азии и Китае и датируются юрским периодом.

## Систематика
Это семейство включает два монотипических рода и имеет родство с Protopleciidae и Protobibionidae. Борис Борисович Родендорф в 1964 году поместил семейство в инфраотряд Bibionomorpha.
- Arcus Hong, 1983
  - Arcus beipiaoensis Hong, 1983 — Китай (средний юрский период)
- Paraxymyia Rohdendorf, 1946
  - Paraxymyia quadriradialis Rohdendorf, 1946 — Казахстан (верхний юрский период)